# Йыхви (станция)
Йы́хви (эст. Jõhvi raudteejaam) — железнодорожная станция в Йыхви на линии Таллин — Нарва. Находится на расстоянии 46,3 км от Нарвы и 163,7 км от Таллина. Станция обслуживает междугородние пассажирские и грузовые поезда.

## История
Станция была открыта в 1929 году. 18 сентября 1944 года при отступлении немецких войск было взорвано здание вокзала, а в 50-х годах построено новое здание станции.
В июне 1941 года и марте 1949 года жителей Эстонии депортировали в Сибирь через железнодорожную станцию Йыхви.
К концу 1958 года, в ходе проведения реконструкции ширококолейных путей, на станции Йыхви, так же, как и на других основных станциях: Таллин, Тапа, Тарту, Валга, Юлемисте, Пяэскюла, Сауэ, Кейла, Вайвара, были удлинены станционные пути. Все пути были поставлены на щебень.
В 2013 году были закончены переговоры о строительстве новой платформы ожидания и местоположении остановки пассажирского поезда с ведущим строительство АО «EVR Infra», а в 2014 году соответствующие европейским нормам платформы были запущены в эксплуатацию. В настоящее время здание вокзала Йыхви не используется и шли разговоры о его возможном сносе, однако жители города против сноса исторического объекта. В 2021 году самоуправление Йыхви купило здание вокзала за 17 000 евро, благодаря чему в начале 2022 года были отремонтированы крыша и фасад здания. В 2023 году была озвучена идея, чтобы здание Йыхвиского железнодорожного вокзала включили бы в состав будущего кинопарка/киногородка Йыхви.
На сегодняшний день на станции расположены две платформы — 165 метров и 400 метров.

## Движение поездов по станции
Через станцию проходят линии рейсовых поездов Elron Таллинн — Нарва (5 пар поездов, из них 2 — экспрессы). До 2020 года ходил пассажирский поезд Таллин — Москва (через Петербург), отменённый в связи с пандемией коронавируса, а затем вторжением России на Украину.

## В кинематографе
На вокзале снимали отрывки кинокартины «Письма ангелу» эстонского режиссёра Сулева Кеэдуса.